# Acropteroxys gracilis
Acropteroxys gracilis (лат.) — вид жуков-ящериц из семейства грибовики.
Обитают в Центральной и Северной Америке, в том числе в Канаде.
Длина тела 6-12 мм. Тело уже и короче, чем у родственного вида A. lecontei (второй из двух известных науке видов рода Acropteroxys).
Сообщается, что он питается видами растений амброзии, такими как амброзия полыннолистная. Представители этого рода растений являются серьёзными сельскохозяйственными вредителями, поэтому этот вид насекомых был исследован на предмет потенциального использования в качестве агента биологического контроля. Однако A. gracilis считается экономическим вредителем из-за его активности, проникающей в стебли Trifolium pratense (красный клевер), Medicago sativa (люцерна) и Melilotus spp. (донник), а также ряд других растений из семейств Asteraceae, Poaceae и Urticaceae.